# راجیگر
راجیگر (به انگلیسی: Rajgarh) یک منطقهٔ مسکونی در هند است که در بخش راجگر واقع شده‌است. راجیگر ۱٬۱۰۵ کیلومتر مربع مساحت و ۴۵٬۷۲۶ نفر جمعیت دارد و ۴۹۱ متر بالاتر از سطح دریا واقع شده‌است.